# Oruro (stad)
Oruro is een stad in het gelijknamige departement Oruro in Bolivia. De stad werd in 1606 gesticht nabij een nieuwe zilvermijn en telt ongeveer 248.000 inwoners (2000).
In de stad werd op 1 februari 2013 het grootste religieuze beeld van Zuid-Amerika onthuld. Het 1500 ton zware beeld van Maria is 45 meter hoog, 7 meter meer dan het befaamde beeld van Christus de Verlosser op de Corcovado-berg bij de Braziliaanse stad Rio de Janeiro. Het kunstwerk is 1500 ton zwaar.
Burgemeester Rocío Pimentel van de stad in de Andes onthulde het beeld in aanwezigheid van de pauselijke nuntius Giambattista Diquattro. Ook de linkse president Evo Morales van Bolivia was bij de onthulling aanwezig. Hij toonde zich onder de indruk van de omvang van het beeld, dat 1,3 miljoen dollar (950.000 euro) heeft gekost.
De stad kent een jaarlijkse carnavalsoptocht die te vergelijken is met die van Rio de Janeiro. Op zaterdag 1 maart 2014 vielen in Oruro vier doden en raakten zestig mensen gewond toen een loopbrug instortte bij de opening van het carnaval in de stad. Een metalen brug, volgepakt met toeschouwers, begaf het op het moment dat er een groep muzikanten onderdoor liep.

## Sport
Club San José is de betaaldvoetbalclub van Oruro. Zij speelt haar wedstrijden in het Estadio Jesús Bermúdez en werd meermaals Boliviaans landskampioen.

## Geboren
- Pieter Muysken (1950-2021), Nederlands taalkundige en hoogleraar
- Marcos Ferrufino (1963-2021), voetballer en voetbalcoach
- Wálter Flores (1978), voetballer

## Galerij

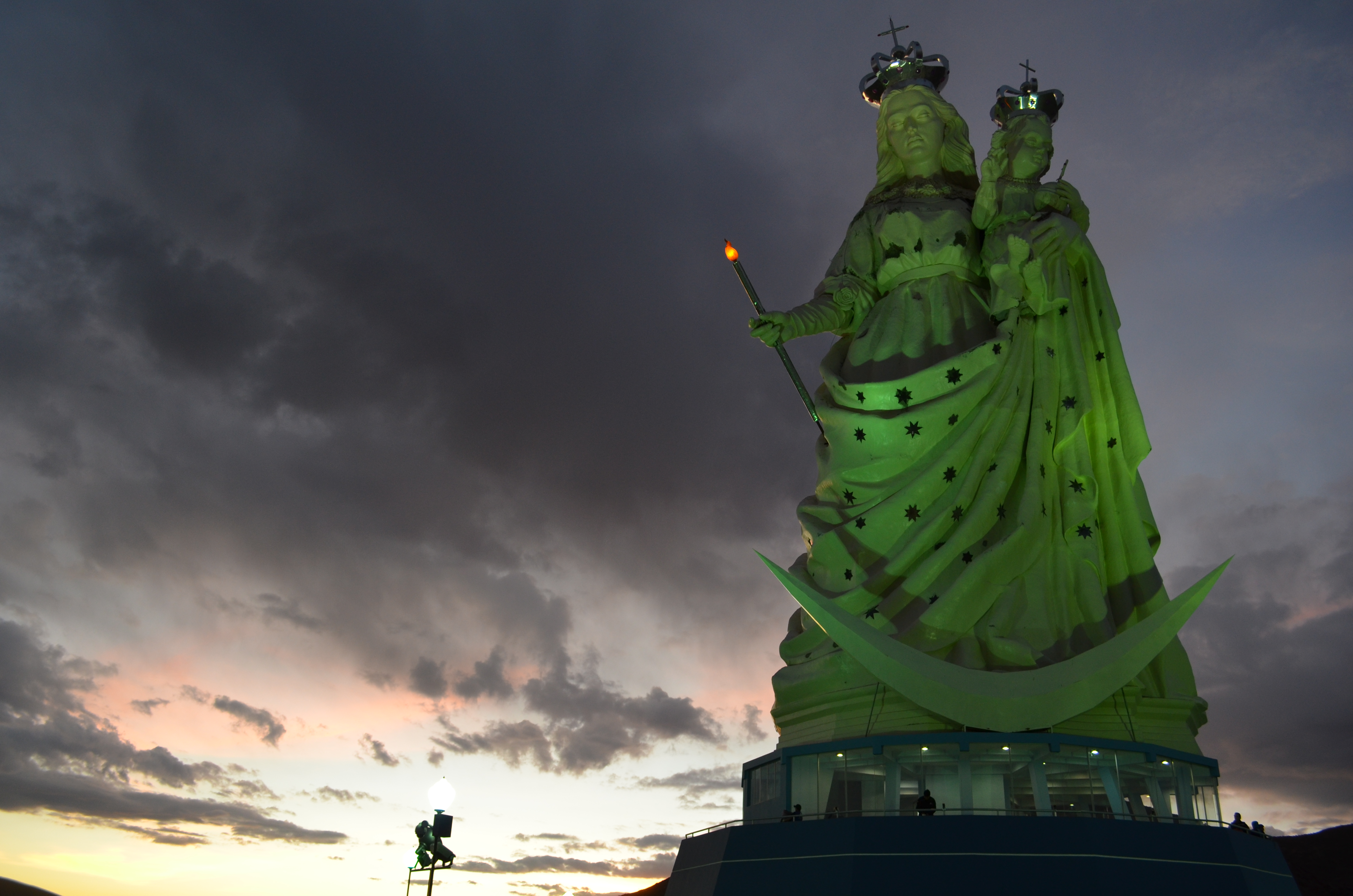
La Virgen Candelaria